# Liga dos Campeões da AFC de 2016
A Liga dos Campeões da AFC de 2016 foi a 35ª edição da liga organizada pela Confederação Asiática de Futebol (AFC). O campeão irá representar a Ásia na Copa do Mundo de Clubes da FIFA de 2016.

## Equipes classificadas
As seguintes 45 equipes disputaram a competição.

### Ásia Ocidental
| País                                             | Equipe                                           | Classificação                                                                                       |                                                  |
| Equipes que entram diretamente na fase de grupos | Equipes que entram diretamente na fase de grupos | Equipes que entram diretamente na fase de grupos                                                    | Equipes que entram diretamente na fase de grupos |
| ------------------------------------------------ | ------------------------------------------------ | --------------------------------------------------------------------------------------------------- | ------------------------------------------------ |
| Arábia Saudita                                   | Al-Nassr                                         | Campeão – Campeonato Saudita de Futebol de 2014–15                                                  |                                                  |
| Arábia Saudita                                   | Al-Hilal                                         | Campeão – Copa dos Campeões Saudita de 2015 Terceiro-lugar Campeonato Saudita de Futebol de 2014–15 |                                                  |
| Arábia Saudita                                   | Al-Ahli                                          | Vice-campeão – Campeonato Saudita de Futebol de 2014–15                                             |                                                  |
| Irão                                             | Sepahan                                          | Campeão Iran Pro League de 2014–15                                                                  |                                                  |
| Irão                                             | Zob Ahan                                         | Campeão – Copa Hazfi de 2014–15                                                                     |                                                  |
| Irão                                             | Tractor Sazi                                     | Vice-campeão – Iran Pro League de 2014–15                                                           |                                                  |
| Uzbequistão                                      | Pakhtakor Tashkent                               | Campeão – Campeonato Uzbeque de Futebol de 2015                                                     |                                                  |
| Uzbequistão                                      | Nasaf Qarshi                                     | Campeão – Copa do Uzbequistão de 2015 Terceiro-lugar – Campeonato Uzbeque de Futebol de 2015        |                                                  |
| Uzbequistão                                      | Lokomotiv Tashkent                               | Vice-campeão – Campeonato Uzbeque de Futebol de 2015                                                |                                                  |
| Emirados Árabes Unidos                           | Al-Ain                                           | Campeão – Campeonato Emiradense de Futebol de 2014–15                                               |                                                  |
| Emirados Árabes Unidos                           | Al-Nasr                                          | Campeão – UAE President Cup de 2014–15                                                              |                                                  |
| Catar                                            | Lekhwiya                                         | Campeão – Qatar Stars League de 2014–15                                                             |                                                  |
| Equipes que entram na fase de play-off           |                                                  | |                                                  |
| Arábia Saudita                                   | Al-Ittihad                                       | Quarto-lugar – Campeonato Saudita de Futebol de 2014–15                                             |                                                  |
| Irão                                             | Naft Tehran                                      | Terceiro-lugar – Iran Pro League de 2014–15                                                         |                                                  |
| Uzbequistão                                      | Bunyodkor                                        | Quarto-lugar – Campeonato Uzbeque de Futebol de 2015                                                |                                                  |
| Emirados Árabes Unidos                           | Al-Jazira                                        | Vice-campeão – Campeonato Emiradense de Futebol de 2014–15                                          |                                                  |
| Emirados Árabes Unidos                           | Al-Shabab                                        | Terceiro-lugar – Campeonato Emiradense de Futebol de 2014–15                                        |                                                  |
| Catar                                            | Al-Sadd                                          | Campeão – Copa do Catar de 2015 Vice-campeão – Qatar Stars League de 2014–15                        |                                                  |
| Catar                                            | El Jaish                                         | Terceiro-lugar – Qatar Stars League de 2014–15                                                      |                                                  |
| Jordânia                                         | Al-Wehdat                                        | Campeão – Campeonato Jordano de Futebol de 2014–15                                                  |                                                  |

### Ásia Oriental
| País                                             | Equipe                                           | Classificação                                                                            |                                                  |
| Equipes que entram diretamente na fase de grupos | Equipes que entram diretamente na fase de grupos | Equipes que entram diretamente na fase de grupos                                         | Equipes que entram diretamente na fase de grupos |
| ------------------------------------------------ | ------------------------------------------------ | ---------------------------------------------------------------------------------------- | ------------------------------------------------ |
| Coreia do Sul                                    | Jeonbuk Hyundai Motors                           | Campeão – Campeonato Sul-Coreano de Futebol de 2015                                      |                                                  |
| Coreia do Sul                                    | FC Seoul                                         | Campeão – FA Cup Coreana de 2015                                                         |                                                  |
| Coreia do Sul                                    | Suwon Samsung Bluewings                          | Vice-campeão – Campeonato Sul-Coreano de Futebol de 2015                                 |                                                  |
| Japão                                            | Sanfrecce Hiroshima                              | Campeão – Campeonato Japonês de Futebol de 2015                                          |                                                  |
| Japão                                            | Gamba Osaka                                      | Campeão – Copa do Imperador de 2015 Vice-campeão – Campeonato Japonês de Futebol de 2015 |                                                  |
| Japão                                            | Urawa Red Diamonds                               | Terceiro-lugar – Campeonato Japonês de Futebol de 2015                                   |                                                  |
| Austrália                                        | Melbourne Victory                                | Campeão – A-League de 2014–15 Campeão – A-League Grand Final de 2015                     |                                                  |
| Austrália                                        | Sydney FC                                        | Vice-campeão – A-League de 2014–15                                                       |                                                  |
| China                                            | Guangzhou Evergrande                             | Campeão – Super Liga Chinesa de 2015                                                     |                                                  |
| China                                            | Jiangsu Sainty                                   | Campeão – FA Cup Chinesa de 2015                                                         |                                                  |
| Tailândia                                        | Buriram United                                   | Campeão – Campeonato Tailandês de Futebol de 2015 Campeão – FA Cup Tailandesa de 2015    |                                                  |
| Vietname                                         | Becamex Bình Dương                               | Campeão – V-Liga de 2015 Campeão – Copa Vietnamita de 2015                               |                                                  |
| Equipes que entram na fase de play-off           |                                                  |                                                                                          |                                                  |
| Coreia do Sul                                    | Pohang Steelers                                  | Terceiro-lugar – Campeonato Sul-Coreano de Futebol de 2015                               |                                                  |
| Japão                                            | FC Tokyo                                         | Quarto-lugar – Campeonato Japonês de Futebol de 2015                                     |                                                  |
| Austrália                                        | Adelaide United                                  | Terceiro-lugar – A-League de 2014–15                                                     |                                                  |
| China                                            | Shanghai SIPG                                    | Vice-campeão – Super Liga Chinesa de 2015                                                |                                                  |
| China                                            | Shandong Luneng Taishan                          | Terceiro-lugar – Super Liga Chinesa de 2015                                              |                                                  |
| Tailândia                                        | Muangthong United                                | Vice-campeão – Campeonato Tailandês de Futebol de 2015                                   |                                                  |
| Tailândia                                        | Chonburi                                         | Quarto-lugar – Campeonato Tailandês de Futebol de 2015[A]                                |                                                  |
| Vietname                                         | Hà Nội T&T                                       | Vice-campeão – V-Liga de 2015                                                            |                                                  |
| Hong Kong                                        | Kitchee                                          | Campeão – Premier League de Hong Kong de 2014–15                                         |                                                  |
| Myanmar                                          | Yangon United                                    | Campeão – Liga Nacional de Myanmar de 2015                                               |                                                  |
| Malásia                                          | Johor Darul Ta'zim                               | Campeão – Campeonato Malaio de Futebol de 2015                                           |                                                  |
| Índia                                            | Mohun Bagan                                      | Campeão – I-League de 2015                                                               |                                                  |
| Singapura                                        | Tampines Rovers                                  | Vice-campeão – S-League de 2015[B]                                                       |                                                  |

Notas
- A. ^  O Suphanburi, terceiro colocado Campeonato Tailandês de Futebol de 2015 não conseguiu a licença para disputar a competição. A sua vaga foi passada ao Chonburi, o quarto-lugar.[3]
- B. ^  O campeão da S-League de 2015, o Brunei DPMM FC é uma equipe de Brunei, sendo assim não pode representar a Singapura em competições internacionais. A sua vaga foi passada ao Tampines Rovers, o segundo colocado.

## Calendário
O calendário para a competição é o seguinte (todos os sorteios são realizados em Kuala Lumpur na Malásia).
| Fase            | Rodada                    | Data do sorteio        | Partida de ida     | Partida de volta   |
| --------------- | ------------------------- | ---------------------- | ------------------ | ------------------ |
| Fase preliminar | Primeira pré-eliminatória | Sem sorteio            | 27 de janeiro      | 27 de janeiro      |
| Fase preliminar | Segunda pré-eliminatória  | Sem sorteio            | 2 de fevereiro     | 2 de fevereiro     |
| Play-off        | Play-off                  | Sem sorteio            | 9 de fevereiro     | 9 de fevereiro     |
| Fase de grupos  | Rodada 1                  | 10 de dezembro de 2015 | 23–24 de fevereiro | 23–24 de fevereiro |
| Fase de grupos  | Rodada 2                  | 10 de dezembro de 2015 | 1–2 de março       | 1–2 de março       |
| Fase de grupos  | Rodada 3                  | 10 de dezembro de 2015 | 15–16 de março     | 15–16 de março     |
| Fase de grupos  | Rodada 4                  | 10 de dezembro de 2015 | 5–6 de abril       | 5–6 de abril       |
| Fase de grupos  | Rodada 5                  | 10 de dezembro de 2015 | 19–20 de abril     | 19–20 de abril     |
| Fase de grupos  | Rodada 6                  | 10 de dezembro de 2015 | 3–4 de maio        | 3–4 de maio        |
| Fase final      | Oitavas de final          | 10 de dezembro de 2015 | 17–18 de maio      | 24–25 de maio      |
| Fase final      | Quartas de final          | 9 de junho             | 23–24 de agosto    | 13–14 de setembro  |
| Fase final      | Semifinais                | 9 de junho             | 27–28 de setembro  | 18–19 de outubro   |
| Fase final      | Final                     | 9 de junho             | 19 de novembro     | 26 de novembro     |

## Rodadas de qualificação

### Primeira pré-eliminatória
| Equipe 1      | Resultado     | Equipe 2        |
| Ásia Oriental | Ásia Oriental | Ásia Oriental   |
| ------------- | ------------- | --------------- |
| Mohun Bagan   | 3–1           | Tampines Rovers |

### Segunda pré-eliminatória
| Equipe 1                | Resultado         | Equipe 2           |
| Ásia Oriental           | Ásia Oriental     | Ásia Oriental      |
| ----------------------- | ----------------- | ------------------ |
| Hà Nội T&T              | 1–0               | Kitchee            |
| Chonburi                | 3–2 (pro)         | Yangon United      |
| Shandong Luneng Taishan | 6–0               | Mohun Bagan        |
| Muangthong United       | 0–0 (pro) (3–0 p) | Johor Darul Ta'zim |

### Play-off
| Equipe 1        | Resultado         | Equipe 2                |
| Ásia Ocidental  | Ásia Ocidental    | Ásia Ocidental          |
| --------------- | ----------------- | ----------------------- |
| Al-Ittihad      | 2–1               | Al-Wehdat               |
| Naft Tehran     | 0–2               | El Jaish                |
| Bunyodkor       | 2–0               | Al-Shabab               |
| Al-Jazira       | 2–2 (pro) (5–4 p) | Al-Sadd                 |
| Ásia Oriental   |                   |                         |
| Pohang Steelers | 3–0               | Hà Nội T&T              |
| FC Tokyo        | 9–0               | Chonburi                |
| Adelaide United | 1–2               | Shandong Luneng Taishan |
| Shanghai SIPG   | 3–0               | Muangthong United       |

## Fase de grupos

### Grupo A
| Pos. | Equipe             | Pts | J | V | E | D | GP | GC | SG |
| ---- | ------------------ | --- | - | - | - | - | -- | -- | -- |
| 1    | Lokomotiv Tashkent | 10  | 6 | 2 | 4 | 0 | 6  | 3  | +3 |
| 2    | Al-Nasr            | 9   | 6 | 2 | 3 | 1 | 5  | 4  | +1 |
| 3    | Al-Ittihad         | 9   | 6 | 2 | 3 | 1 | 9  | 4  | +5 |
| 4    | Sepahan            | 3   | 6 | 1 | 0 | 5 | 2  | 11 | –9 |

|                    | SEP | NAS | LOK | ITT |
| ------------------ | --- | --- | --- | --- |
| Sepahan            |     | 2–0 | 0–2 | 0–2 |
| Al-Nasr            | 2–0 |     | 1–1 | 0–0 |
| Lokomotiv Tashkent | 1–0 | 0–0 |     | 1–1 |
| Al-Ittihad         | 4–0 | 1–2 | 1–1 |     |

### Grupo B
| Pos. | Equipe    | Pts | J | V | E | D | GP | GC | SG  |
| ---- | --------- | --- | - | - | - | - | -- | -- | --- |
| 1    | Zob Ahan  | 14  | 6 | 4 | 2 | 0 | 12 | 2  | +10 |
| 2    | Lekhwiya  | 9   | 6 | 2 | 3 | 1 | 7  | 2  | +5  |
| 3    | Al-Nassr  | 5   | 6 | 1 | 2 | 3 | 5  | 14 | –9  |
| 4    | Bunyodkor | 3   | 6 | 0 | 3 | 3 | 5  | 11 | –6  |

|           | NSR | ZOB | LEK | BYD |
| --------- | --- | --- | --- | --- |
| Al-Nassr  |     | 0–3 | 1–1 | 3–3 |
| Zob Ahan  | 3–0 |     | 0–0 | 5–2 |
| Lekhwiya  | 4–0 | 0–1 |     | 0–0 |
| Bunyodkor | 0–1 | 0–0 | 0–2 |     |

### Grupo C
| Pos. | Equipe             | Pts | J | V | E | D | GP | GC | SG  |
| ---- | ------------------ | --- | - | - | - | - | -- | -- | --- |
| 1    | Tractor Sazi       | 12  | 6 | 4 | 0 | 2 | 10 | 3  | +7  |
| 2    | Al-Hilal           | 11  | 6 | 3 | 2 | 1 | 10 | 7  | +3  |
| 3    | Pakhtakor Tashkent | 10  | 6 | 3 | 1 | 2 | 10 | 9  | +1  |
| 4    | Al-Jazira          | 1   | 6 | 0 | 1 | 5 | 2  | 13 | –11 |

|                    | PAK | HIL | TRA | JAZ |
| ------------------ | --- | --- | --- | --- |
| Pakhtakor Tashkent |     | 2–2 | 1–0 | 3–0 |
| Al-Hilal           | 4–1 |     | 0–2 | 1–0 |
| Tractor Sazi       | 1–2 | 2–0 |     | 4–0 |
| Al-Jazira          | 1–3 | 1–1 | 0–1 |     |

### Grupo D
| Pos. | Equipe       | Pts | J | V | E | D | GP | GC | SG |
| ---- | ------------ | --- | - | - | - | - | -- | -- | -- |
| 1    | Al-Ain       | 10  | 6 | 3 | 1 | 2 | 8  | 6  | +2 |
| 2    | El Jaish     | 10  | 6 | 3 | 1 | 2 | 6  | 8  | –2 |
| 3    | Al-Ahli      | 9   | 6 | 3 | 0 | 3 | 10 | 7  | +3 |
| 4    | Nasaf Qarshi | 5   | 6 | 1 | 2 | 3 | 4  | 7  | –3 |

|              | AIN | NSF | AHL | JSH |
| ------------ | --- | --- | --- | --- |
| Al-Ain       |     | 2–0 | 1–0 | 1–2 |
| Nasaf Qarshi | 1–1 |     | 2–1 | 0–0 |
| Al-Ahli      | 1–2 | 2–1 |     | 2–0 |
| El Jaish     | 2–1 | 1–0 | 1–4 |     |

### Grupo E
| Pos. | Equipe                 | Pts | J | V | E | D | GP | GC | SG |
| ---- | ---------------------- | --- | - | - | - | - | -- | -- | -- |
| 1    | Jeonbuk Hyundai Motors | 10  | 6 | 3 | 1 | 2 | 13 | 9  | +4 |
| 2    | FC Tokyo               | 10  | 6 | 3 | 1 | 2 | 8  | 8  | 0  |
| 3    | Jiangsu Suning         | 8   | 6 | 2 | 3 | 1 | 10 | 7  | +3 |
| 4    | Becamex Bình           | 4   | 6 | 1 | 1 | 4 | 6  | 13 | –7 |

|                 | JHM | JIA | BBD | TOK |
| --------------- | --- | --- | --- | --- |
| Jeonbuk Hyundai |     | 2–2 | 2–0 | 2–1 |
| Jiangsu Suning  | 3–2 |     | 3–0 | 1–2 |
| Becamex Bình    | 3–2 | 1–1 |     | 1–2 |
| FC Tokyo        | 0–3 | 0–0 | 3–1 |     |

### Grupo F
| Pos. | Equipe                  | Pts | J | V | E | D | GP | GC | SG  |
| ---- | ----------------------- | --- | - | - | - | - | -- | -- | --- |
| 1    | FC Seoul                | 13  | 6 | 4 | 1 | 1 | 17 | 5  | +12 |
| 2    | Shandong Luneng Taishan | 11  | 6 | 3 | 2 | 1 | 7  | 5  | +2  |
| 3    | Sanfrecce Hiroshima     | 9   | 6 | 3 | 0 | 3 | 9  | 8  | +1  |
| 4    | Buriram United          | 1   | 6 | 0 | 1 | 5 | 1  | 16 | –15 |

|                         | HIR | SEO | BUR | SHD |
| ----------------------- | --- | --- | --- | --- |
| Sanfrecce Hiroshima     |     | 2–1 | 3–0 | 1–2 |
| FC Seoul                | 4–1 |     | 2–1 | 0–0 |
| Buriram United          | 0–2 | 0–6 |     | 0–0 |
| Shandong Luneng Taishan | 1–0 | 1–4 | 3–0 |     |

### Grupo G
| Pos. | Equipe            | Pts | J | V | E | D | GP | GC | SG |
| ---- | ----------------- | --- | - | - | - | - | -- | -- | -- |
| 1    | Shanghai SIPG     | 12  | 6 | 4 | 0 | 2 | 10 | 8  | +2 |
| 2    | Melbourne Victory | 9   | 6 | 2 | 3 | 1 | 7  | 7  | 0  |
| 3    | Suwon Samsung     | 9   | 6 | 2 | 3 | 1 | 7  | 4  | +3 |
| 4    | Gamba Osaka       | 2   | 6 | 0 | 2 | 4 | 4  | 9  | –6 |

|                   | MEL | GAM | SSB | SHA |
| ----------------- | --- | --- | --- | --- |
| Melbourne Victory |     | 2–1 | 0–0 | 2–1 |
| Gamba Osaka       | 1–1 |     | 1–2 | 0–2 |
| Suwon Samsung     | 1–1 | 0–0 |     | 3–0 |
| Shanghai SIPG     | 3–1 | 2–1 | 2–1 |     |

### Grupo H
| Pos. | Equipe               | Pts | J | V | E | D | GP | GC | SG |
| ---- | -------------------- | --- | - | - | - | - | -- | -- | -- |
| 1    | Sydney FC            | 10  | 6 | 3 | 1 | 2 | 4  | 4  | 0  |
| 2    | Urawa Red Diamonds   | 9   | 6 | 2 | 3 | 1 | 6  | 4  | +2 |
| 3    | Guangzhou Evergrande | 8   | 6 | 2 | 2 | 2 | 6  | 5  | +1 |
| 4    | Pohang Steelers      | 5   | 6 | 1 | 2 | 3 | 2  | 5  | –3 |

|                      | GET | SYD | URA | POH |
| -------------------- | --- | --- | --- | --- |
| Guangzhou Evergrande |     | 1–0 | 2–2 | 0–0 |
| Sydney FC            | 2–1 |     | 0–0 | 1–0 |
| Urawa Red Diamonds   | 1–0 | 2–0 |     | 1–1 |
| Pohang Steelers      | 0–2 | 0–1 | 1–0 |     |

## Fase final

### Oitavas de final
| Equipe 1                | Total          | Equipe 2               | 1.º jogo       | 2.º jogo       |
| Ásia Ocidental          | Ásia Ocidental | Ásia Ocidental         | Ásia Ocidental | Ásia Ocidental |
| ----------------------- | -------------- | ---------------------- | -------------- | -------------- |
| Al-Hilal                | 1–2            | Lokomotiv Tashkent     | 0–0            | 1–2            |
| Al-Nasr                 | 5–4            | Tractor Sazi           | 4–1            | 1–3            |
| Al-Ain                  | 3–1            | Zob Ahan               | 1–1            | 2–0            |
| Lekhwiya                | 4–6            | El Jaish               | 0–4            | 4–2            |
| Ásia Oriental           |                |                        |                |                |
| Melbourne Victory       | 2–3            | Jeonbuk Hyundai Motors | 1–1            | 1–2            |
| FC Tokyo                | 2–2 (gf)       | Shanghai SIPG          | 2–1            | 0–1            |
| Urawa Red Diamonds      | 3–3 (6–7 p)    | FC Seoul               | 1–0            | 2–3            |
| Shandong Luneng Taishan | 3–3 (gf)       | Sydney FC              | 1–1            | 2–2            |

### Quartas de final
O sorteio para esta fase foi realizado em 9 de junho de 2016. Para as quartas-de-final não haverá a "proteção por país", ou seja, se houver duas equipes do mesmo país eles poderão se enfrentar nas quartas, independentemente do sorteio.
| Equipe 1       | Total          | Equipe 2                | 1.º jogo       | 2.º jogo       |
| Ásia Ocidental | Ásia Ocidental | Ásia Ocidental          | Ásia Ocidental | Ásia Ocidental |
| -------------- | -------------- | ----------------------- | -------------- | -------------- |
| Al-Ain         | 1–0            | Lokomotiv Tashkent      | 0–0            | 1–0            |
| El Jaish       | 4–0            | Al-Nasr                 | 3–0            | 1–0            |
| Ásia Oriental  |                |                         |                |                |
| Shanghai SIPG  | 0–5            | Jeonbuk Hyundai Motors  | 0–0            | 0–5            |
| FC Seoul       | 4–2            | Shandong Luneng Taishan | 3–1            | 1–1            |

### Semifinal
| Equipe 1               | Total          | Equipe 2       | 1.º jogo       | 2.º jogo       |
| Ásia Ocidental         | Ásia Ocidental | Ásia Ocidental | Ásia Ocidental | Ásia Ocidental |
| ---------------------- | -------------- | -------------- | -------------- | -------------- |
| Al-Ain                 | 5–3            | El Jaish       | 3–1            | 2–2            |
| Ásia Oriental          |                |                |                |                |
| Jeonbuk Hyundai Motors | 5–3            | FC Seoul       | 4–1            | 1–2            |

### Final
| Equipe 1               | Total | Equipe 2 | 1.º jogo | 2.º jogo |
| ---------------------- | ----- | -------- | -------- | -------- |
| Jeonbuk Hyundai Motors | 3–2   | Al-Ain   | 2–1      | 1–1      |

## Premiação
| Liga dos Campeões da AFC de 2016           |
| Coreia do Sul                              |
| ------------------------------------------ |
| Jeonbuk Hyundai Motors Campeão (2º título) |